# Termas romanas de Clunia Sulpicia

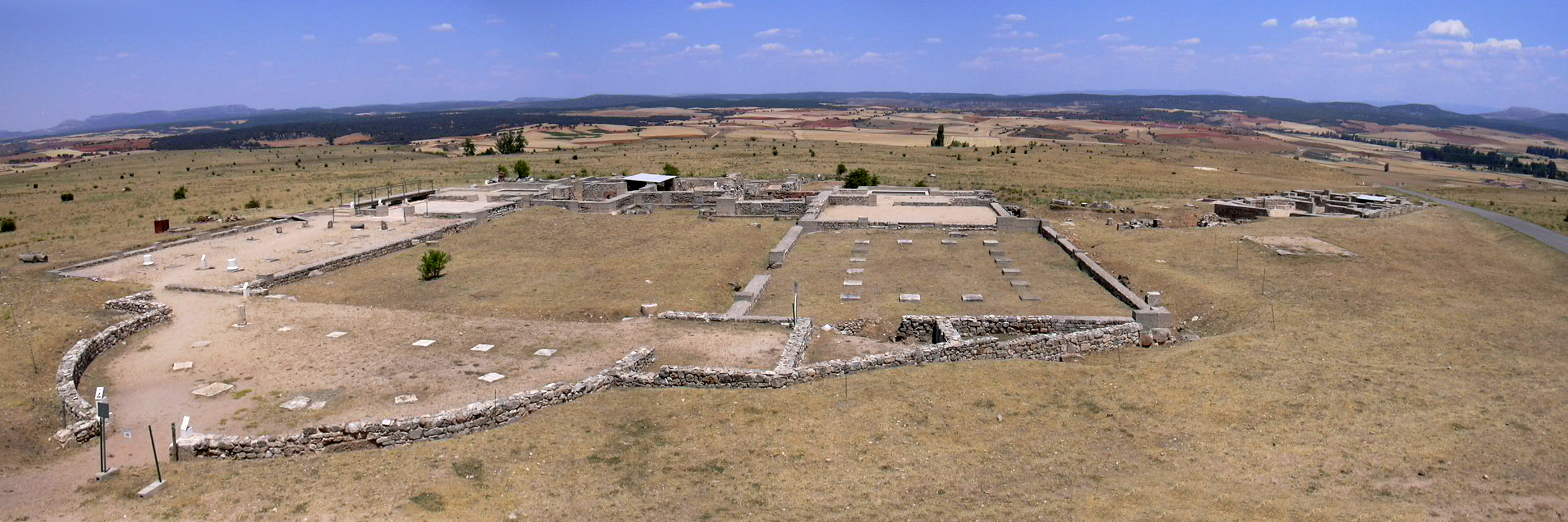
Restos de las termas

Las termas romanas de Clunia Sulpicia fueron un conjunto de baños construidos en la ciudad romana de Clunia Sulpicia, situada entre las poblaciones españolas de Coruña del Conde y Peñalba de Castro, al sur de la provincia de Burgos. 

## Características

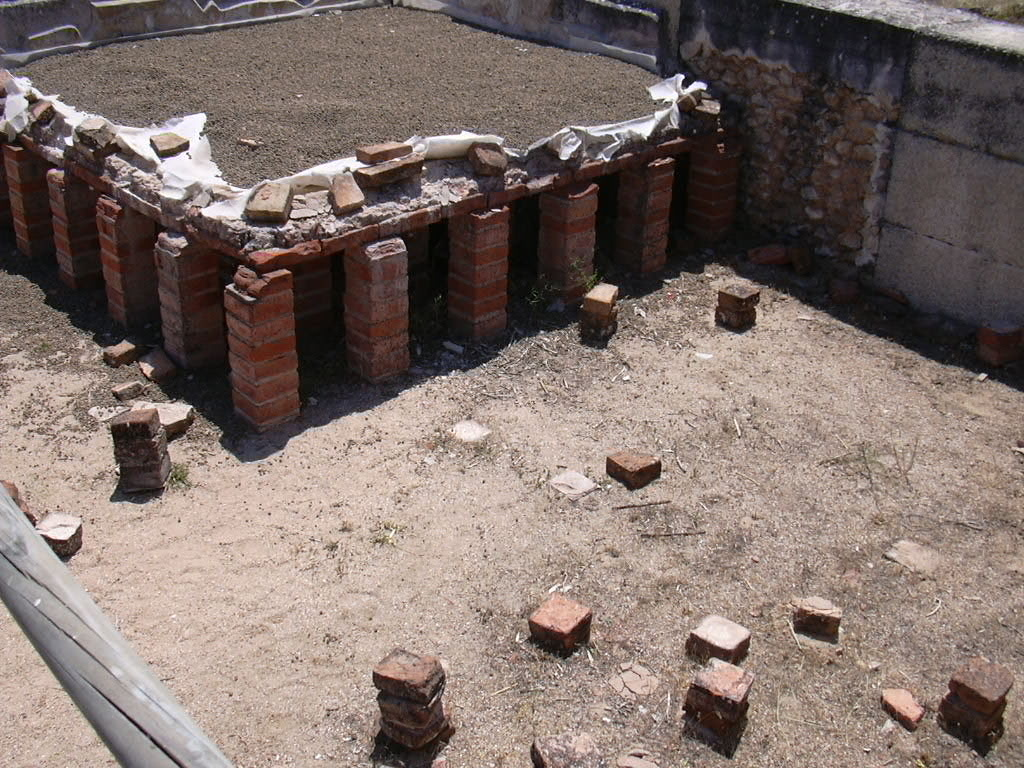
Detalle del hipocausto

Las termas fueron construidas durante el siglo I. Se ha estimado que la superficie construida era de unos 7000 m², aunque estos datos no se pueden dar como definitivos al no estar finalizada aún la fase de excavaciones en la zona; Las dos construcciones se proyectaron en la misma zona para aprovechar el agua existente en el subsuelo de la ciudad.
En el siglo V el complejo deja de utilizarse como termas y en algunas zonas pudo ser utilizado como fábrica de cerámica, conclusión que se desprende del hallazgo continuado de moldes para obtener piezas de Terra Sigillata hispánica.
Las termas se componen de dos edificios termales independientes que están separados por una calle porticada:
- Los Arcos I, tenía dos espacios preparados para la utilización del recinto por ambos sexos que tenían unas dimensiones de 55 m de ancho y 95 de largo en el eje; en el aspecto monumental destaca un pórtico semicilíndrico de 20 m de diámetro con acceso a un recinto central con jardines utilizado para la natatio, hallándose en su interior dos palestras con columnas

Partes de las termas: apodyterium (vestuario), frigidarium, tepidarium, caldarium, camará hipocastum.
- Los Arcos II, constaba de un edificio lineal con un patio porticado por el que se accedía a las termas y disponía de letrinae, frigidario, tepidario, hipocausto, caldario y sudatione. Se tiene constancia de la mayor extensión de este complejo que se tendrá que descubrir en su totalidad en las pertinentes excavaciones.